# کاغذ مگس‌کش (فیلم ۲۰۱۱)
کاغذ مگس‌کش یا تله کاغذی (به انگلیسی: Flypaper) فیلمی محصول سال ۲۰۱۱ به کارگردانی راب مینکاف است. در این فیلم پاتریک دمپسی، اشلی جاد، اکتاویا اسپنسر، جفری تامبر، مت رایان، مکای فایفر، تیم بلیک نلسون، جان ونتیمیگلیا، پروییت تیلور وینس، کورتیس آرمسترانگ و راب هیوبل بازی کردند.

## خلاصه داستان
مردی به نام تریپ (پاتریک دمپسی) که مراجعه‌کننده به یک بانک است میان دو دزدی همزمان گرفتار شده‌است. گروهی از دزدان حرفه‌ای تر از گروه دیگر هستند تریپ سعی می‌کند میان این دو گروه اختلاف بیندازد تا بتواند فرار کند اما پس از مدتی همه متوجه می‌شوند این دزدی یک تله است وهمه دزدها با فکس و توسط یک نفر به این دزدی دعوت شده‌اند و هدف ترتیب دهنده دزدی این است که همه آن‌ها را از سر راه بردارد و…